# Kim Do-yeon (Fußballspielerin, 1988)
Kim Do-yeon (koreanisch 김도연; * 7. Dezember 1988 in Südkorea) ist eine südkoreanische Fußballspielerin.

## Karriere

### Vereine
Von 2010 bis 2011 spielte Kim für den Verein Seoul WFC. Danach wechselte sie zu den Incheon Hyundai Steel Red Angels.

### Nationalmannschaft
2005 spielte Kim für die U17-Nationalmannschaft und danach, ab dem Jahr 2007, für die U20-Nationalmannschaft. Zwischen 2007 und 2019 spielte sie für die Südkoreanische Fußballnationalmannschaft der Frauen als Abwehrspielerin. Mit der Mannschaft nahm sie im Jahr 2010 am Turnier um den Peace-Queen-Cup im eigenen Land teil, den sie mit ihr mit dem 2:1-Finalsieg über die Nationalmannschaft Australiens am 23. Oktober im Suwon-World-Cup-Stadion auch erringen konnte. Ferner gehörte sie dem Aufgebot für die vom 6. Juni bis zum 5. Juli 2015 in Kanada ausgetragene Weltmeisterschaft an und wurde im ersten Spiel der Gruppe E und auch im Achtelfinale eingesetzt, in dem sie mit ihrer Mannschaft der Nationalmannschaft Frankreichs mit 0:3 unterlegen war und aus dem Turnier ausschied. Mit dem ersten und dritten Spiel der Gruppe B bei ihrer Teilnahme am Zypern-Cup 2017 hatte sie später Anteil am zweiten Platz ihrer Mannschaft; das am 8. März in Larnaka gegen die Schweizer Nationalmannschaft wurde mit 0:1 verloren.

## Erfolge
- Zypern-Cup-Finalist 2017
- Peace-Queen-Cup-Sieger 2010